# Larry Lee Grismer
Larry Lee Grismer (* 19. November 1955), häufig L. Lee Grismer oder Lee Grismer, ist ein US-amerikanischer Herpetologe. Er ist wissenschaftlicher Mitarbeiter am San Diego Natural History Museum. Sein Forschungsschwerpunkt ist die Herpetofauna Südostasiens.

## Leben
1980 erlangte Grismer den Bachelor of Science in Biologie an der San Diego State University. 1986 graduierte er an derselben Universität zum Master of Science in Biologie. 1994 wurde er an der Loma Linda University mit der Dissertation  The evolutionary and ecological biogeography of the herpetofauna of Baja California and the Sea of Cortes, Mexico zum Ph.D. promoviert und anschließend Fakultätsmitglied der La Sierra University in Kalifornien, wo er seit 2008 Professor für Biologie ist und bis 2013 Vorsitzender der Abteilung für Biologie war.
Grismer studierte ab den 1980er Jahren die Reptilien und Amphibien in Kalifornien und nahezu 25 Jahre in Niederkalifornien, worüber er im Jahr 2002 das Werk Amphibians and reptiles of Baja California, including its Pacific islands, and the islands in the Sea of Corte’s veröffentlichte. Seit 2002 forscht er in Südostasien, insbesondere Malaysia, Myanmar, Thailand, Kambodscha, Laos, China, Vietnam und Indonesien, wo er sich mit der Evolutionsbiologie, der Biogeographie und der Systematik von Geckos, Skinken und Schlangen befasst. Sein Hauptinteresse gilt versteckt lebenden Arten, die in Karstregionen vorkommen. In Zusammenarbeit mit anderen Herpetologen, darunter sein 1983 geborener Sohn Jesse Leland Grismer, Indraneil Das, Ngô Văn Trí, Perry L. Wood, Jr. und Aaron M. Bauer, beschrieb er über 150 Reptilienarten. Ferner beschrieb er rund 23 neue Amphibienarten, darunter die Krötenarten Ansonia smeagol und Ingerophrynus gollum, die beide nach der Figur Gollum aus Tolkiens Der-Hobbit- und Herr-der-Ringe-Romanen benannt wurden.
Im Jahr 2011 erschienen im Verlag Chimaira in Frankfurt am Main die beiden Werke Lizards of Peninsular Malaysia, Singapore, and their adjacent archipelagos und Amphibians and Reptiles of the Seribuat Archipelago (Peninsular Malaysia) – A Field Guide.
Grismer ist Mitglied der American Society of Ichthyologists and Herpetologists.
2004 wirkte er mit seinem Sohn in der Dokumentation Reptile Kings: Search for the Lost Viper des Senders Animal Planet mit, bei der es um die Suche nach der Grubenotternart Popeia buniana auf der malaiischen Insel Pulau Tioman geht.

## Dedikationsnamen
Nach Lee Grismer sind die Arten Crotaphytus grismeri (1994), Cyrtodactylus grismeri (2008), Dendrelaphis grismeri (2008), Cyrtodactylus leegrismeri (2010) und Cnemaspis grismeri (2013) benannt.